# SIMpad
SIMpad — портативный компьютер, разработанный компанией Keith & Koep по заказу Siemens AG, с сенсорным экраном диагональю 8,4 дюйма. Обычно используется в сочетании с беспроводными сетевыми картами. Позиционируется на рынке в качестве устройства для просмотра веб-страниц.

## История
О его разработке было объявлено в январе 2001 года и после его выпуска он стал не очень популярным на рынке США.
Вес одного SIMpad’а примерно 1 кг. Первоначально выпускался с Handheld 2000 и ОС Windows CE 3.0, а позднее с ОС Windows CE.NET. Но в 2002 году производство было прекращено из-за отсутствия поддержки и обновлений.

## Версии

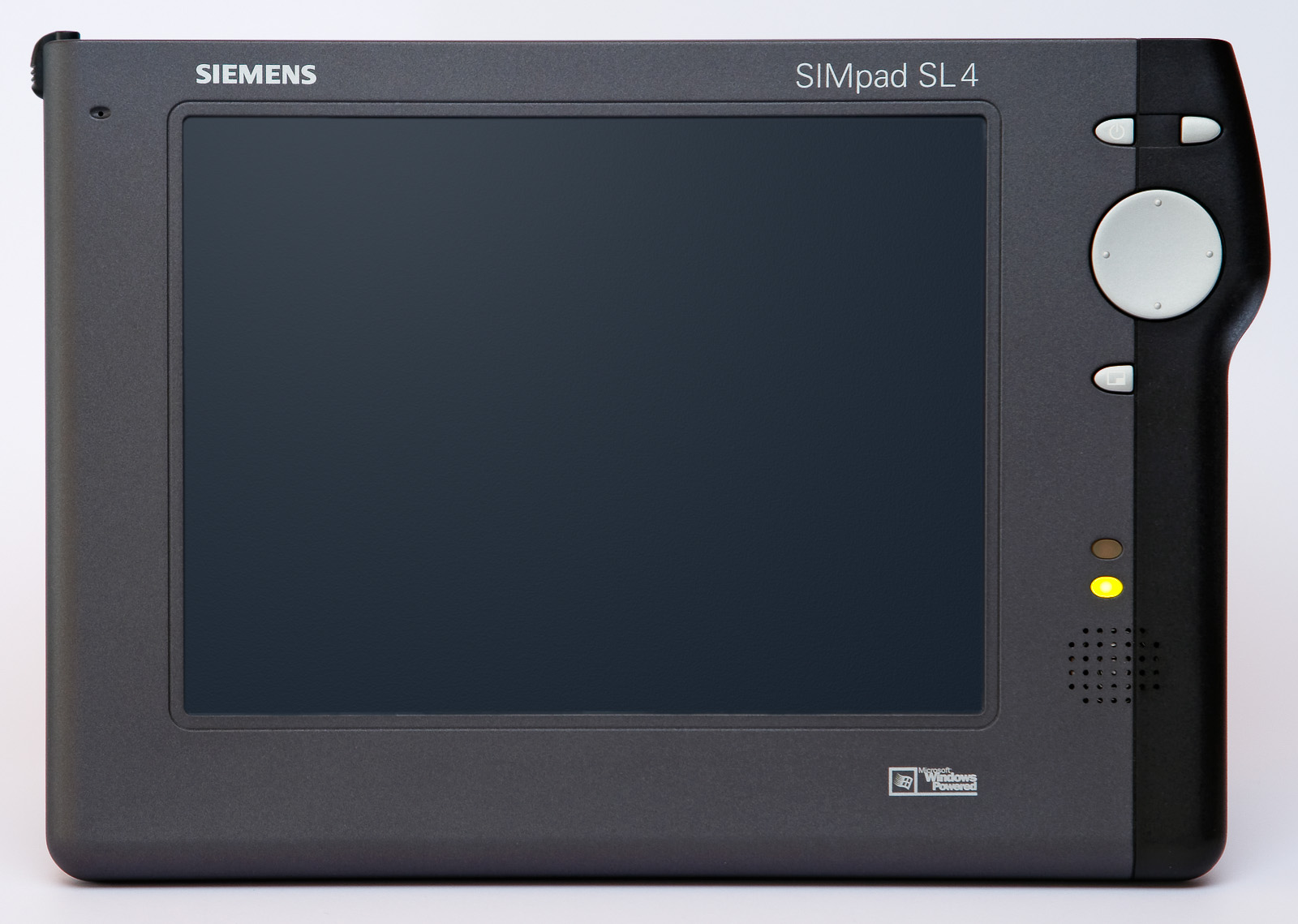
SIMpad SL4

Было разработано 5 моделей и все сняты с производства:
- CL4: самая ранняя модель имевшая 32Мб ОЗУ и 16Мб флэш-памяти.
- WP50: вариант продававшийся Swisscom, то же что и CL4.
- T-Sinus Pad: вариант продававшийся Deutsche Telekom.То же что и CL4.
- SL4: последняя модель имевшая 64Мб ОЗУ и 32Мб флэш-памяти.
- SLC: модель идентичная SL4,но с добавлением модема Siemens MD34 DECT, что позволяет подключение к некоторым телефонным системам Siemens ISDN.

Также каждая модель имела:
- Микропроцессор StrongARM с частотой 206 МГц.
- 8,4-дюймовый жидкокристаллический дисплей с разрешением SVGA (800х600 пикселей).
- 4-проводной сенсорный интерфейс.
- Интерфейс USB 1.1.
- Интерфейс IrDA.
- Литий-ионный аккумулятор 7,2 В (~4 часа работы).
- Встроенный микрофон
- Встроенный динамик